# Cerro Pardo
Der Cerro Pardo (spanisch; in Argentinien Cerro Madre) ist ein rund 1000 m hoher Hügel im Grahamland auf der Antarktischen Halbinsel. Im Süden der Trinity-Halbinsel ragt er 5 km nordnordöstlich des Mount Reece auf.
Chilenische Wissenschaftler benannten ihn nach Luis Pardo (1882–1935), Kapitän der Yelcho bei der 1916 durchgeführten Rettung der auf Elephant Island gestrandeten Teilnehmer der Endurance-Expedition (1914–1917) des britischen Polarforschers Ernest Shackleton. Der Hintergrund der argentinischen Benennung ist nicht überliefert.